# American Meteor Society
L'American Meteor Society (AMS), située à Geneseo (New York), est une association à but non lucratif créé pour encourager et soutenir les activités de recherche des astronomes amateurs et professionnels intéressés par l'astronomie météoritique, essentiellement l'observation visuelle, optique et électromagnétique des évènements sporadiques ou des pluie de météores.
Elle tient à jour la liste des météores observés par diverses organisations d'observation.
Elle publie trois fois par an la revue « Meteor Trails, The Journal of American Meteor Society » et occasionnellement un bulletin. Une fois par an, elle décerne une médaille (« American Meteor Society Award ») à une personne ayant contribué à la recherche sur les météores. Elle accorde également une bourse de recherche annuelle à un étudiant de l' université de New York à Geneseo (en) contribuant à la recherche sur les météores ou à l'organisation de l'AMS.

## Histoire
La société a été fondée en 1911 par Charles Pollard Olivier de l'observatoire Leander McCormick. L'effectif initial était de quinze membres recrutés par Olivier par courrier. Le premier article basé sur les observations des membres décrivant la pluie de météores des Êta aquarides est paru dans The Astronomical Journal en 1912,. En 1926 Olivier commença à publier des notes avec une périodicité quasi mensuelle dans le magazine Popular Astronomy jusqu'au décès de l'éditeur Curvin H. Gingrich en 1951.
Peu avant 1932, Olivier nomma des directeurs régionaux pour faciliter la collecte de données pour la société. Un directeur fut nommé pour la région du nord-ouest Pacifique la même année. Initialement composée de l'état de Washington et de l'Oregon, elle inclut ensuite les provinces de l'ouest canadien ainsi que l'Idaho et le Montana. En 1938 les provinces canadiennes furent retirées de la société tandis que la Californie y fut ajoutée. Le siège de cette division occidentale se trouvait à l'université de l'Oregon, à Eugene.
En 1960 Olivier a publié le premier catalogue des taux horaires de météores basé sur les données collectées par les membres de la société de 1901 à 1958. Le second catalogue, publié en 1965, incluait des données allant jusqu'en 1963.
À la fin des années 1970, David Meisel devient directeur exécutif de la société. Le siège social est transféré à Geneseo, New York. Les recherches de la société s'élargissent pour inclure l'étude des radiométéores, puis la spectroscopie,.